# Ед Ренделл
Джин Едвард «Ед» Ренделл (англ. Edward Gene «Ed» Rendell; нар. 5 січня 1944, Нью-Йорк) — американський політик з Демократичної партії, губернатор штату Пенсільванія з 2003 по 2011 роки.
Народився у єврейській родині. У 1965 році закінчив Пенсільванський університет і отримав юридичну освіту в Університеті Вілланова у 1968. Він був офіцером в армії Сполучених Штатів з 1968 по 1974.
Ренделл обраний окружним прокурором Філадельфії у 1977 році. Був кандидатом у губернатори у 1986, але програв у праймеріз Демократичної партії Роберту П. Кейсі.
Мер Філадельфії з 1992 по 1999 і голова Національного комітету Демократичної партії з 1999 по 2001 роки.